# Crataegus erythropoda
Crataegus erythropoda — вид квіткових рослин із родини трояндових (Rosaceae).

## Біоморфологічна характеристика
Це кущ або дерево 50 дм заввишки. Нові гілочки зеленуваті, голі, 1-річні гілочки темно-червоні; колючки на гілочках прямі або злегка загнуті, 2-річні чорні, блискучі, помірно міцні, 2–4 см. Листки: ніжки листків 1–2 см; листові пластини ромбо-еліптичні, 3–5 см, основа клиноподібна, частки по 3 або 4 з боків, верхівки часток гострі, краї дрібно зубчасті, нижні поверхні голі, верх маловорсистий молодим. Суцвіття 5–10-квіткові. Квітки 14–18 мм у діаметрі; чашолистки вузькотрикутні, 3–4 мм; тичинок 10; пиляки від рожево-пурпурових до пурпурових. Яблука від темно-червоного до бордово-пурпурового забарвлення зрілими, круглі, 10 мм у діаметрі. Період цвітіння: травень і червень; період плодоношення: вересень і жовтень.

## Ареал
Ендемік південно-центральної частини США (Аризона, Колорадо, Нью-Мексико, Юта, Вайомінг).
Населяє пасовища, зазвичай уздовж струмків; на висотах 1700–2600 метрів.

## Використання
Плоди вживають сирими чи приготованими; їх можна висушити для пізнішого використання.
Хоча конкретних згадок про цей вид не було помічено, плоди і квіти багатьох видів глоду добре відомі в трав'яній народній медицині як серцевий тонізуючий засіб, і сучасні дослідження підтвердили це використання.
Деревина роду Crataegus, як правило, має хорошу якість, хоча вона часто занадто мала, щоб мати велику цінність.

## Галерея

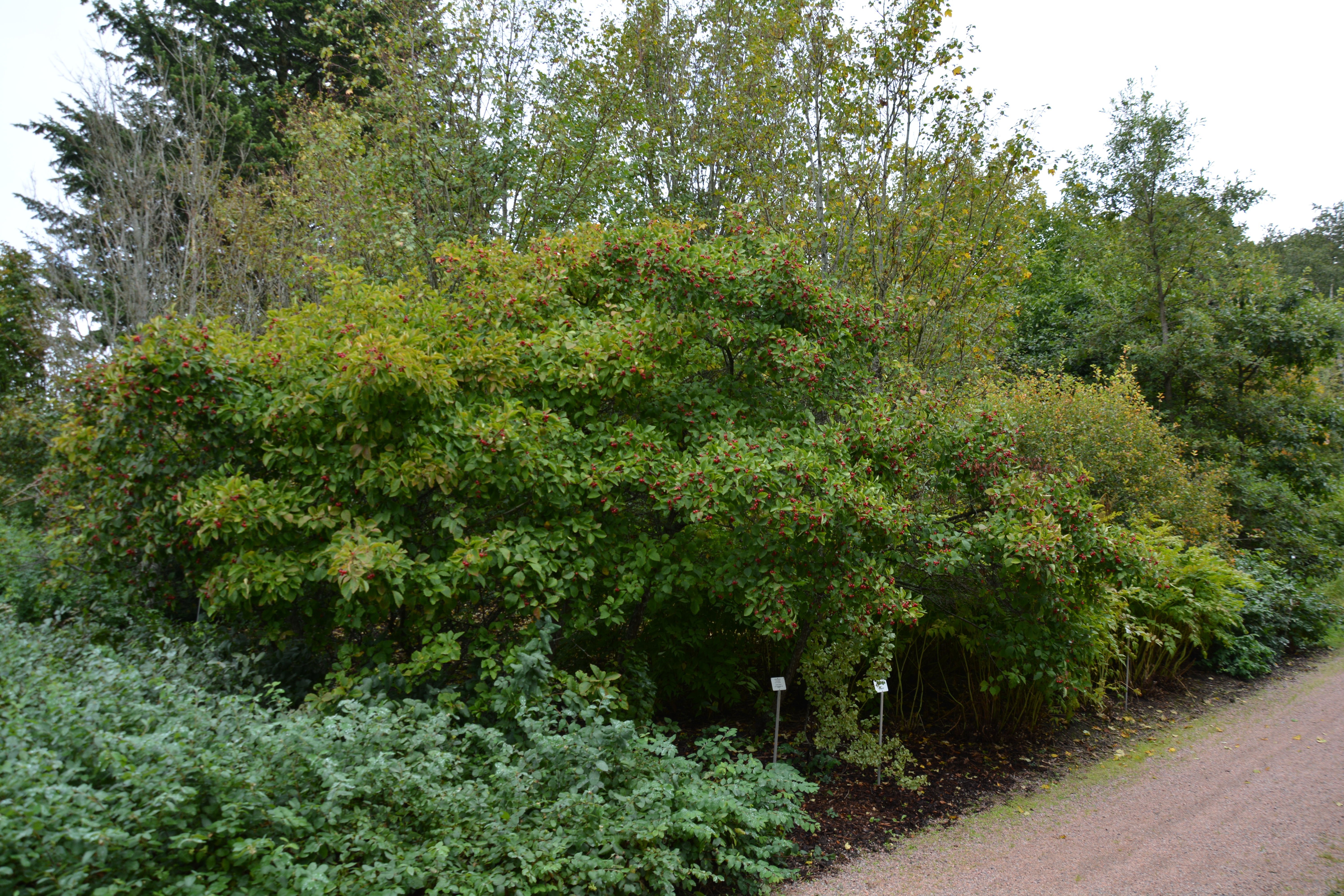
кущі
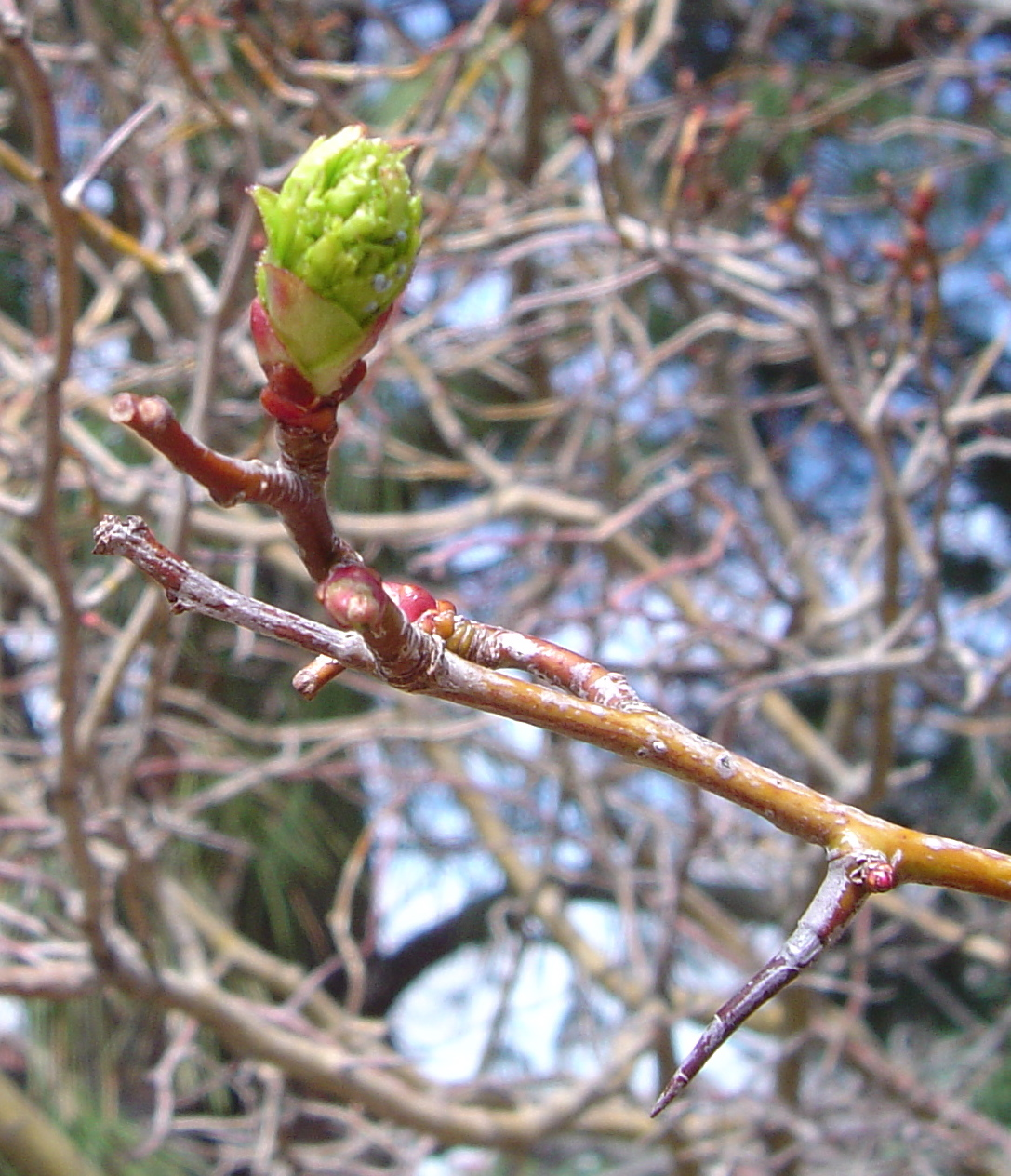
пагін, колючки
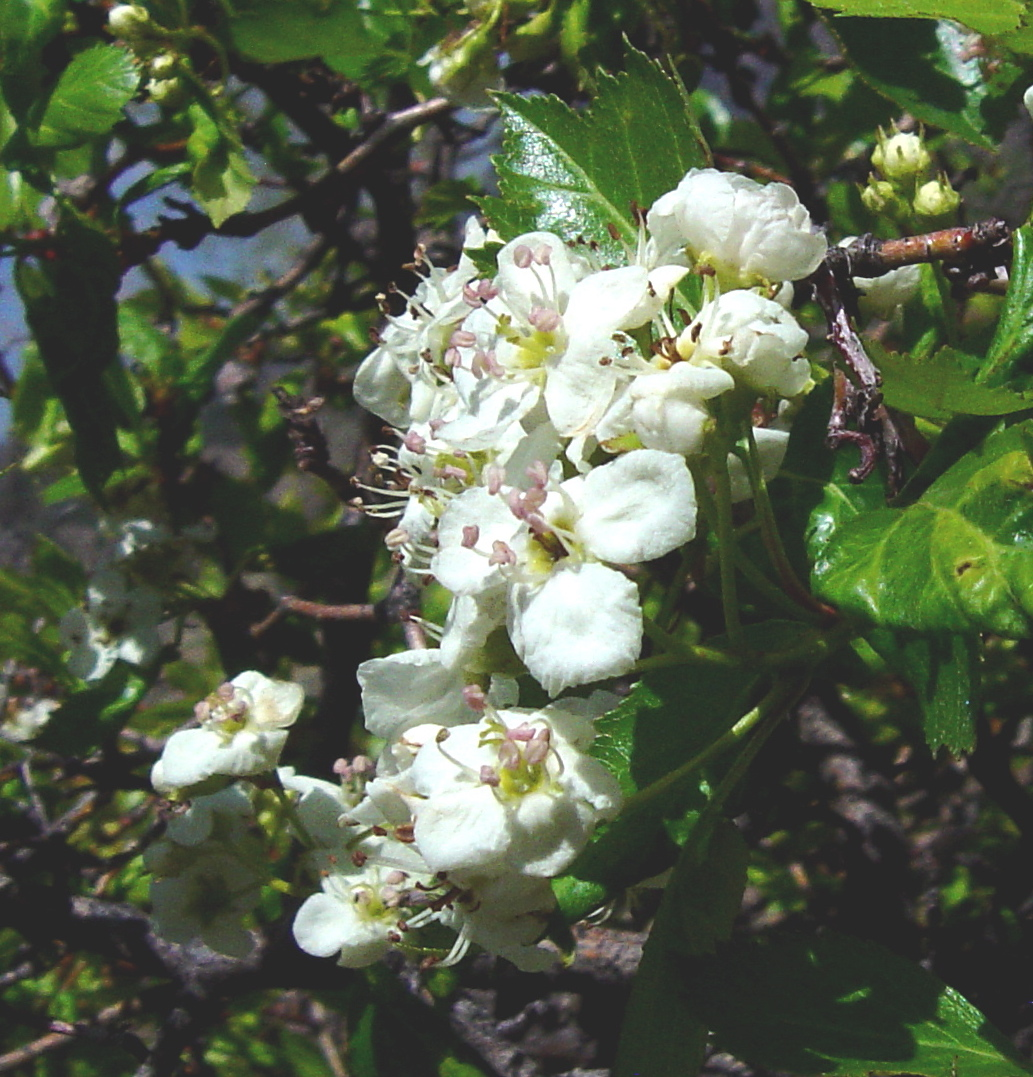
квіти
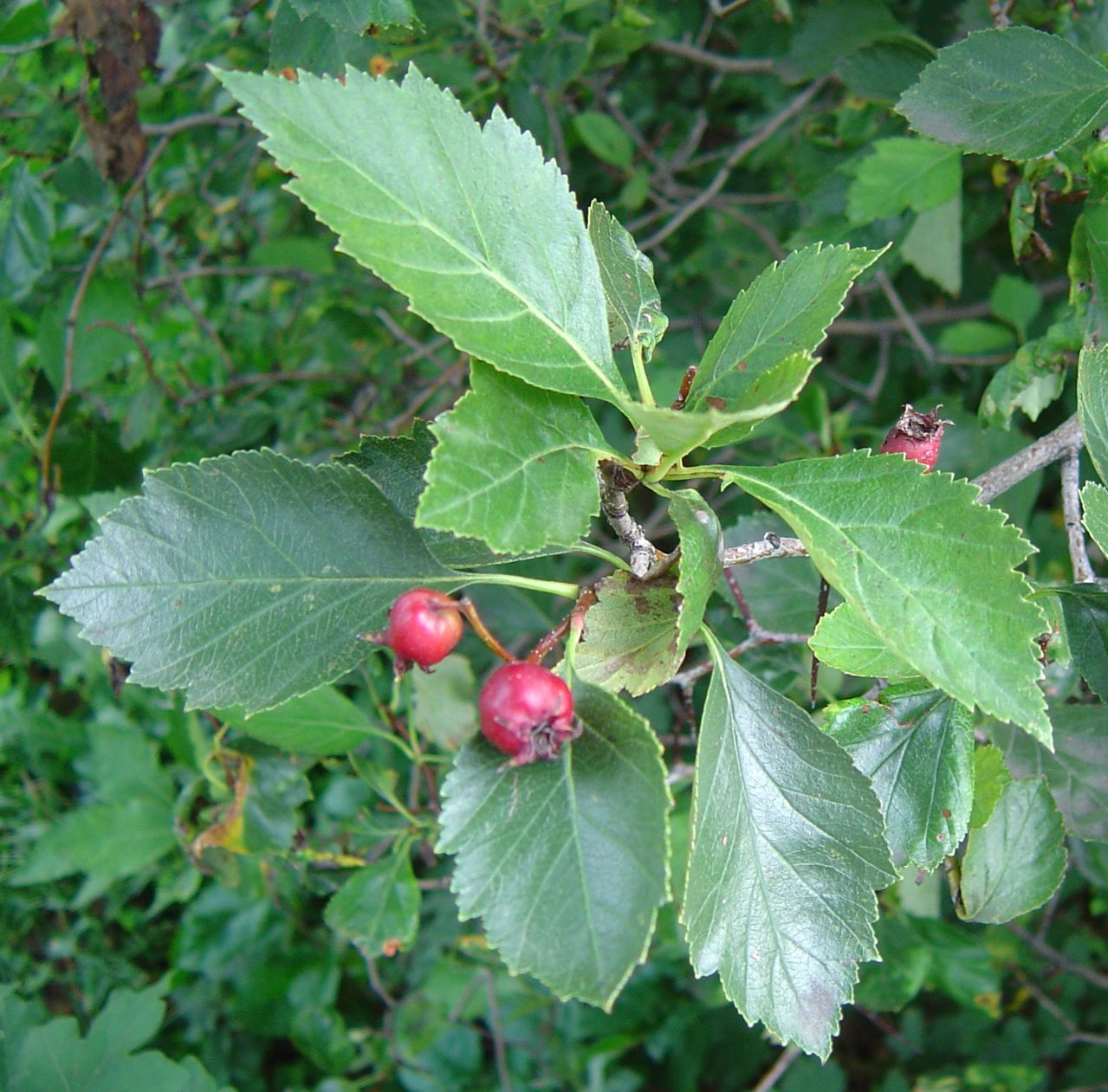
листки й плоди